# Ausztriai Mária Jozefa lengyel királyné
Ausztriai Mária Jozefa (németül: Maria Josepha von Österreich, lengyelül: Maria Józefa Habsburżanka; Bécs, Ausztria, 1699. december 8. – Drezda, Szászország, 1757. november 17.), Habsburg-házból származó osztrák főhercegnő, aki II. Frigyes Ágosttal kötött házassága révén szász választófejedelemné, valamint a Lengyel–Litván Nemzetközösség élén királyné és nagyfejedelemné 1733-tól 1757-ben bekövetkezett haláláig.
A főhercegnő volt I. József német-római császár és Braunschweig–Lüneburgi Vilma Amália császárné két életben maradt leánygyermeke közül az idősebb. 1711-től ő volt apja örököse a Habsburg Birodalom trónjára. Még nagyapja, I. Lipót császár életében, 1703-ban aláírták az öröklési paktumot, amely biztosította volna Mária Jozefa trónöröklését, ám nagybátyja, VI. Károly 1713-as pragmatica sanctio-jával végül unokatestvére, Mária Terézia került hatalomra.
1719-ben ment hozzá a szász trónörököshöz, a későbbi lengyel királyhoz, II. Frigyes Ágosthoz. Kapcsolatukból összesen tizenhat gyermek született, amelyek közül a történészek csak tizennégyet ismernek el. Köztük van többek között a későbbi Frigyes Keresztély szász választófejedelem, Mária Amália spanyol királyné és Mária Jozefa francia dauphine is. Mária Jozefa 1757-ben hunyt el, ötvenhét éves korában. Nyughelye a drezdai Szentháromság-székesegyházban található.

## Származása

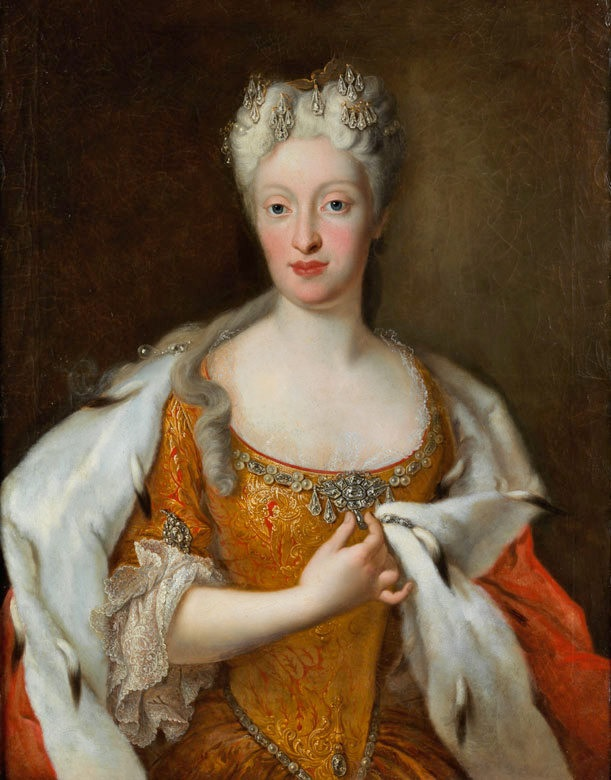
Mária Jozefa ifjúkorában

A Habsburgok osztrák főágának tagjaként született. Teljes neve Mária Jozefa Benedikta Antónia Terézia Xavéria Filippa (németül: Maria Josepha Benedikta Antonia Theresia Xaveria Philippine) lett. Születése jogán az osztrák főhercegnői, német, magyar, horvát és cseh királyi hercegnői cím is megillette.
Apja I. József német-római császár, magyar és cseh király, I. Lipót császár és király és Pfalz–Neuburgi Eleonóra császárné  legidősebb fia volt. Apai nagyapai dédszülei III. Ferdinánd császár és király és Spanyolországi Mária Anna infánsnő (III. Fülöp spanyol király leánya), apai nagyanyai dédszülei Fülöp Vilmos pfalzi választófejedelem és Hessen–Darmstadti Erzsébet Amália (II. György hessen–darmstadti tartománygróf leánya) voltak.
Édesanyja a Hannover-házból származó Braunschweig–Lüneburgi Vilma Amália hercegnő, János Frigyes braunschweig–lüneburgi herceg és Rajna–Pfalzi Benedikta Henrietta grófnő legfiatalabb gyermeke volt. Anyai nagyapai dédszülei György braunschweig–lüneburgi herceg és Hessen–Darmstadti Anna Eleonóra (V. Lajos hessen–darmstadti tartománygróf leánya), anyai nagyanyai dédszülei Eduárd rajna–pfalzi gróf és Gonzaga Anna hercegnő (I. Károly mantovai herceg leánya) voltak.
A főhercegnő volt szülei legidősebb leánygyermeke. Rajta kívül még két testvére született, egy öccse, Lipót József főherceg, a trón örököse, aki azonban kisgyermekként meghalt, továbbá egy húga, Mária Amália főhercegnő, aki Károly Albert bajor választófejedelemmel kötött házassága révén német-római császárné és cseh királyné volt.
Az ifjú főhercegnőt nagyanyja, Pfalz–Neuburgi Eleonóra szigorú vallásos neveltetésben részesítette. Mivel szüleinek egyetlen fiúgyermeke, a csecsemő Lipót József főherceg még 1701-ben meghalt, apja így legidősebb leányát, Mária Jozefa főhercegnőt szánta utódjául, és a Pragmatica sanctióban biztosította is trónöröklési jogát. 1711-ben azonban, I. József császár halála után trónját mégis József öccse, VI. Károly császár foglalta el.

## Házassága és gyermekei
Mária Jozefa férje a Wettin-házból származó III. Ágost lengyel király volt. Férje Erős Ágost lengyel király és szász választófejedelem és Christiane Eberhardine von Brandenburg–Bayreuth legidősebb fiúgyermeke volt. Házasságukra 1719. augusztus 20-án került sor, Bécsben, tizennégy gyermekük született:
- Frigyes Ágost Ferenc Xavér herceg (1720 november 18. – 1721. január 22.), kisgyermekként meghalt.
- József Ágost Vilmos Frigyes Ferenc Xavér János Nepomuk herceg (1721. október 24. – 1728. március 14.), gyermekként meghalt.
- Frigyes Keresztély herceg (1722. szeptember 5. – 1763. december 17.), apját követvén Szászország választófejedelme lett.
- Mária Amália hercegnő (1724. november 24. – 1760. szeptember 27.), III. Károly spanyol király hitveseként spanyol királyné.
- Mária Margaréta Franciska Xavéria hercegnő (1727. szeptember 13. – 1734. február 1.), gyermekkorában elhunyt.
- Mária Anna Zsófia hercegnő (1728. augusztus 29. – 1797. február 17.), házasságot kötött III. Miksa bajor választófejedelemmel.
- Ferenc Xavér herceg (1730. augusztus 25. – 1806. június 21.), Lausitz grófja, Szászország adminisztrátora.
- Mária Jozefa Karolina hercegnő (1731. november 4. – 1767. március 13.), Lajos dauphin hitveseként Franciaország trónörökösnéje.
- Károly Keresztély herceg (1733. július 13. – 1796. június 16.), Kurföld és Zemgalei hercege.
- Mária Krisztina hercegnő (1735. február 12. – 1782. november 19.), csillagkeresztes hölgy, a remiremonti hercegi apátság főnökasszonya.
- Mária Erzsébet hercegnő (1736. február 2. – 1818. december 24.), csillagkeresztes hölgy.
- Albert Kázmér herceg (1738. július 11. – 1822. február 10.), Teschen hercege, Németalföld helytartója.
- Kelemen Vencel herceg (1739. szeptember 28. – 1812. július 27.), Trier hercegérseke és választófejedelme, Augsburg hercegpüspöke.
- Mária Kunigunda hercegnő (1740. november 10. – 1826. április 8.) csillagkeresztes hölgy, Münsterbilsen kanonisszája, Thorn és Essen főapátnője.

## Külső hivatkozások
- Biographisches Lexikon des Kaisertums Österreich (Az Osztrák Császárság életrajzi lexikona), VII. rész, 1861. p. 49. (németül)

| Ausztriai Mária Jozefa Habsburg-ház, osztrák ág Született: 1699. december 8. Elhunyt: 1757. november 17. |                                                                                               |                                      |
| |                                                                                               |                                      |
| Előző Opalińska Katalin                                                                                  | Lengyelország királynéja Litvánia választófejedelemnéja 1734. január 14. – 1757. november 17. | Következő –                          |
| Előző Brandenburg–Bayreuthi Krisztina Eberhardine                                                        | Szászország választófejedelemnéja 1733. február 1. – 1757. november 17.                       | Következő Bajorországi Mária Antónia |